# Thal (Reichstädt)
Thal ist eine Ortslage im Ortsteil Frankenau der Gemeinde Reichstädt im Landkreis Greiz in Thüringen.

## Lage
Die Siedlung Thal befindet sich 300 m östlich von Frankenau, mit dem es zusammengewachsen ist, in Hanglage. Südlich der Ortslage befindet sich an der Straße nach Reichstädt auf dem Berggipfel eine Sendestation aus der DDR-Zeit. Der markante Stahlgittermast dient heute als Antennenträger für das Mobilfunknetz von E-Plus.

## Geschichte
Der Weiler wurde am 18. Juni 1413 erstmals urkundlich genannt. Thal gehörte zum wettinischen Amt Altenburg, welches ab dem 16. Jahrhundert aufgrund mehrerer Teilungen im Lauf seines Bestehens unter der Hoheit folgender Ernestinischer Herzogtümer stand: Herzogtum Sachsen (1554 bis 1572), Herzogtum Sachsen-Weimar (1572 bis 1603), Herzogtum Sachsen-Altenburg (1603 bis 1672), Herzogtum Sachsen-Gotha-Altenburg (1672 bis 1826). Bei der Neuordnung der Ernestinischen Herzogtümer im Jahr 1826 kam der Ort wiederum zum Herzogtum Sachsen-Altenburg. Nach der Verwaltungsreform im Herzogtum gehörte Thal bezüglich der Verwaltung zum Ostkreis (bis 1900) bzw. zum Landratsamt Ronneburg (ab 1900). Das Dorf gehörte ab 1918 zum Freistaat Sachsen-Altenburg, der 1920 im Land Thüringen aufging. 1922 kam Thal zum Landkreis Gera.
Am 1. Juli 1950 kam Thal gemeinsam mit Frankenau zur Gemeinde Reichstädt.
Bei der zweiten Kreisreform in der DDR wurden im Juli 1952 die bestehenden Länder aufgelöst und die Landkreise neu zugeschnitten. Somit kam Thal als Ortsteil der Gemeinde Reichstädt zunächst mit dem Kreis Schmölln an den Bezirk Leipzig. Im Dezember 1952 erfolgte die Umgliederung der Gemeinde Reichstädt und ihrer Ortsteile zum Kreis Gera-Land im Bezirk Gera; jener gehörte seit 1990 als Landkreis Gera zu Thüringen und ging bei der thüringischen Kreisreform 1994 im Landkreis Greiz auf.

## Verkehr
Zwischen 1887 und 1972 befand sich zwischen Thal und Frankenau ein Bahnhof der Bahnstrecke Meuselwitz–Ronneburg, der bis 1953 den Namen "Frankenau", danach den Namen "Reichstädt" trug. Thal befindet sich an der Kreisstraße 112.